# Zeus Palace
Lo Zeus Palace è un traghetto appartenente alla compagnia di navigazione italiana Grimaldi Lines.

## Servizio
Varato il 12 agosto 2000 nel cantiere navale Samsung di Geoje con il nome di Prometheus e consegnato il 14 marzo 2001 alla Minoan Lines, prende servizio il 6 aprile nei collegamenti tra Venezia, Igoumenitsa e Patrasso.
Il 22 ottobre 2000 viene trasferito nei collegamenti tra Ancona, Igoumenitsa e Patrasso insieme all'Oceanus.
Nel giugno del 2003 prende servizio nei collegamenti tra Patrasso, Igoumenitsa, Corfù e Bari, sempre in coppia con l'Oceanus.
Nel settembre del 2003 viene noleggiato alla Caronte & Tourist e prende servizio nei collegamenti tra Livorno e Catania.
Ad ottobre viene venduto a titolo definitivo alla compagnia italiana.
Il 16 febbraio 2004 viene trasferito nei collegamenti tra Salerno e Catania.
Nell'ottobre del 2004 viene venduto alla Grimaldi Lines, continuando tuttavia ad operare per Caronte & Tourist per un breve periodo.
Il 31 gennaio 2005 viene consegnato alla Grimaldi Lines e, ribattezzato Eurostar Barcelona, viene trasferito in cantiere a Napoli, dove viene sottoposto a lavori di ristrutturazione, durante i quali vengono aggiunte nuove cabine e viene aumentata la capacità di trasporto.
Terminati i lavori, prende servizio nei collegamenti tra Civitavecchia e Barcellona.

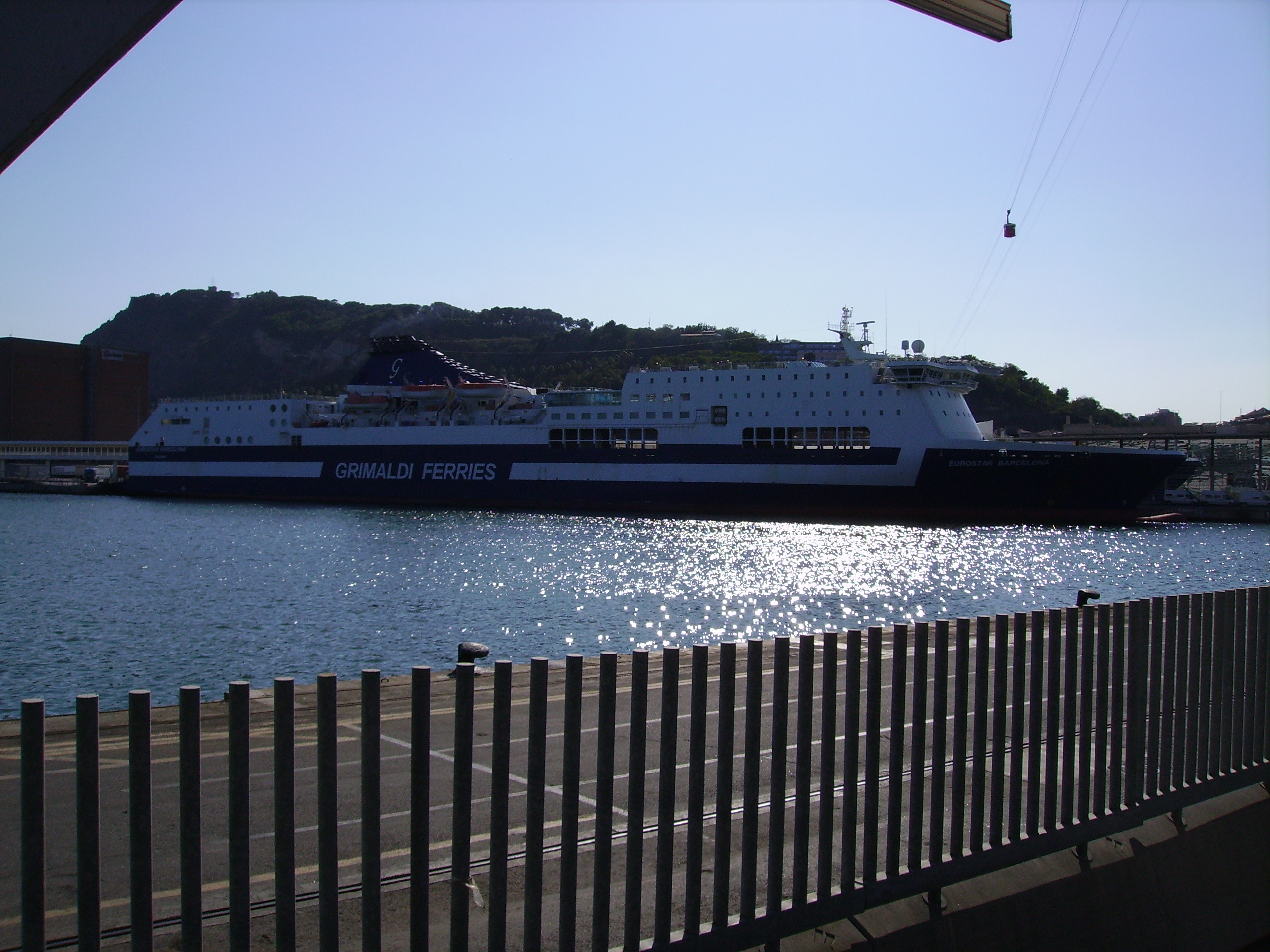
L'Eurostar Barcelona a Barcellona nel 2006.

Da inizio anno al 23 marzo del 2008 opera nei collegamenti tra Livorno e Barcellona. 
Il 15 aprile fa ritorno sulla Civitavecchia-Barcellona, aggiungendosi al neoentrato in flotta Cruise Roma.
Il 6 settembre 2008, con l'entrata in servizio del Cruise Barcelona, viene trasferito nei collegamenti tra Livorno e Barcellona.
Dal 22 settembre al 5 ottobre 2008 opera nei collegamenti tra Civitavecchia e Tolone.
Dall'11 ottobre 2008 al 29 gennaio 2009 viene noleggiato alla Minoan Lines ed impiegato, dapprima nei collegamenti tra Patrasso, Igoumenitsa e Venezia, e dall'8 dicembre in quelli tra i due porti greci ed Ancona.
Il 5 febbraio 2009 termina il noleggio e viene disarmato a Trapani.
Nel marzo del 2009 viene ribattezzato Zeus Palace e, tornato in noleggio alla Minoan Lines, prende servizio nello stesso mese nei collegamenti tra Patrasso, Igoumenitsa, Corfù e Venezia.
Il 10 agosto 2009 si arena su un banco di sabbia nella laguna di Venezia, venendo liberato solamente 14 ore dopo.
Nel novembre del 2009 termina il servizio per Minoan Lines e, tornato in flotta Grimaldi Lines, prende servizio il 9 novembre nei collegamenti tra Civitavecchia e Barcellona.

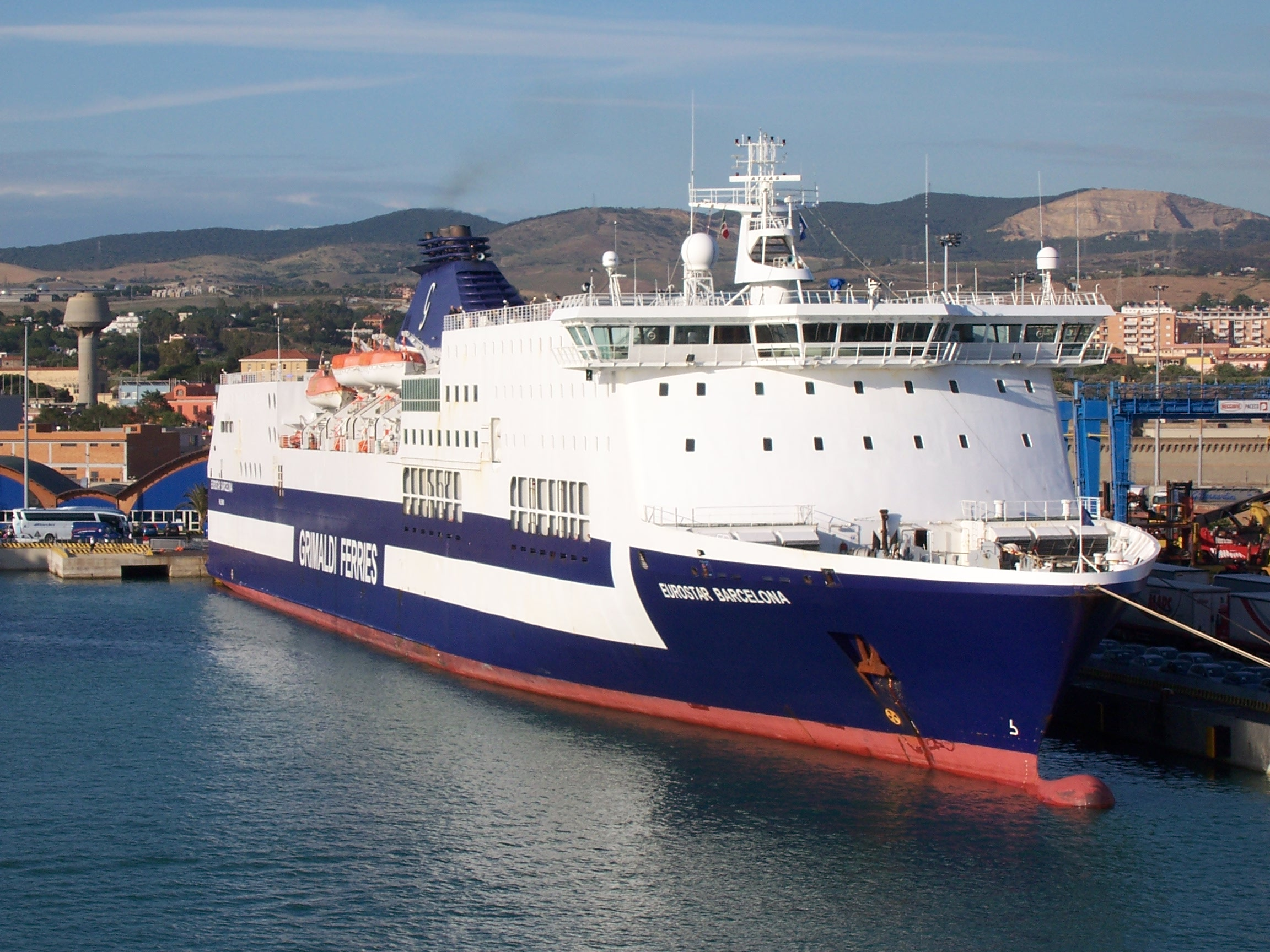
L'Eurostar Barcelona ormeggiato a Civitavecchia nel 2007.

Nel dicembre del 2009 viene trasferito nei collegamenti tra Salerno, Palermo e Tunisi ed in quelli tra Civitavecchia, Trapani e Tunisi.
Nel febbraio del 2010 viene noleggiato alla GNV e prende servizio nei collegamenti tra Genova e Palermo.
Il 10 marzo 2010 viene trasferito nei collegamenti tra Civitavecchia e Palermo.
Il 20 ottobre 2010, durante la sosta a Genova, scoppia un incendio nella sala macchine del traghetto, successivamente domato dall'equipaggio nella notte. Tuttavia, un marittimo rimane ustionato dalle fiamme.
A dicembre viene rimorchiato ai cantieri navali Palumbo di Napoli, dove viene riparato.
Nel marzo del 2011 torna in servizio per GNV nei collegamenti tra Genova, Palermo e Civitavecchia.
Il 28 settembre 2012 termina il noleggio per GNV e dal 4 ottobre al 2 dicembre torna in noleggio alla Minoan Lines nei collegamenti tra Patrasso, Igoumenitsa ed Ancona.
Terminato il noleggio, il giorno stesso salpa da Patrasso per Livorno, dove, una volta giunto, prende servizio nei collegamenti tra Livorno, Barcellona e Tangeri Med.
L'11 gennaio 2013 viene trasferito nei collegamenti tra Civitavecchia, Trapani e Tunisi.
Il 22 luglio 2013 viene noleggiato alla Minoan Lines e prende servizio nei collegamenti tra Trieste, Ancona, Corfù, Igoumenitsa e Patrasso.
Nel 2014 fa ritorno in flotta Grimaldi Lines e prende servizio nei collegamenti tra Civitavecchia e Tunisi ed in quelli tra Salerno, Palermo e lo scalo tunisino.
L'11 gennaio 2016 inaugura i nuovi collegamenti tra Livorno ed Olbia, in coppia con il Cruise Smeralda.
Il 5 febbraio 2021 ne viene annunciato il trasferimento sotto le insieme della Grimaldi Minoan Lines insieme al Cruise Olbia.
A marzo prende quindi servizio insieme al compagno di flotta nei collegamenti tra Ancona e Patrasso in sostituzione dei gemelli Cruise Olympia e Cruise Europa, contestualmente trasferiti nei collegamenti tra Livorno ed Olbia.
Il 14 aprile 2022 prende servizio nei nuovi collegamenti della compagnia tra Savona, Porto Torres e Cagliari.
Il 17 ottobre 2022 viene trasferito nei collegamenti tra Livorno e Palermo in sostituzione del Cruise Ausonia, trasferito al sud per aprire il nuovo collegamento tra Napoli e Palermo.
Il 21 maggio 2023 torna in servizio sulla Livorno-Olbia in sostituzione del Cruise Europa, fermo in cantiere a La Spezia. Dopo circa dieci giorni fa ritorno sulla Livorno-Palermo.
Dal 23 febbraio al 16 aprile 2025 opera nei collegamenti tra Livorno ed Olbia in sostituzione del Cruise Sardegna. Successivamente viene trasferito nei collegamenti tra Napoli, Palermo e Tunisi in sostituzione del Cruise Ausonia.
Da fine aprile al 27 maggio 2025 rimane in disarmo a Civitavecchia. Il giorno successivo torna in servizio nei collegamenti tra Livorno e Palermo in sostituzione del Cruise Bonaria.

## Navi gemelle
- Mega Express Three
- Moby Tommy